# Amalie Joachim
Amalie Marie Joachim (nata Schneeweiss; Maribor, 10 maggio 1839 – Berlino, 3 febbraio 1899) è stata una cantante lirica e insegnante tedesca.
Sposò il violinista Joseph Joachim e fu amica di Clara Schumann e Johannes Brahms, con i quali prese parte a diverse tournée internazionali.

## Carriera
Era la figlia di Franz Max Schneeweiss e di sua moglie Eleonore (nata Lindes). La famiglia si trasferì a Graz all'inizio del 1850. Debuttò all'età di 14 anni con il nome d'arte Amalie Weiss. In seguito lavorò al Theater am Kärntnertor di Vienna. Nell'aprile del 1862 fu assunta dall'Opernhaus di Hannover, dove in precedenza era apparsa più volte come ospite. Lì incontrò il maestro concertista Joseph Joachim, che sposò il 10 giugno 1863. La coppia ebbe sei figli.
Dopo il matrimonio si ritirò dalle scene, ma si esibì in concerti insieme a suo marito e alla compositrice Clara Schumann. Partecipò alle esibizioni corali della Sing-Akademie zu Berlin fino al 1870, di cui divenne uno dei membri onorari.
Johannes Brahms dedicò ai Joachim Due canti per contralto, viola e pianoforte ( op. 91), che poterono eseguire insieme. Scrisse inoltre una canzone per il loro matrimonio e per il battesimo del loro primo figlio, chiamato Johannes in onore dello stesso Brahms, e rimase vicino alla coppia nei momenti più travagliati.
Amalie fu inoltre un'insegnante di canto. Tra i suoi allievi vi fu Marie Fillunger.
Divorziò dopo che il geloso Joachim l'aveva accusata di adulterio. Brahms prese le difese di Amalie. Si esibì in lied e in canti religiosi, e nel 1885 e nel 1886 prese parte ad una tournée con Laura Rappoldi. Il 1 ° febbraio 1888 debuttò a Berlino in un Liederabend (recital) cantando la seconda canzone di Fünf Lieder, op. 105 di Johannes Brahms. Fondò inoltre la sua scuola di canto.
Morì nel 1899 a Berlino.